# Kurt Stavenhagen
Kurt Stavenhagen (* 13.jul. / 25. Dezember 1884greg. in Tukkum als Karl Friedrich Kurt; † 8. Dezember 1951 in Göttingen) war deutsch-baltischer Philosoph und Hochschullehrer.

## Leben
Kurt Stavenhagen war der Sohn des Lehrers und Journalisten Karl Stavenhagen und dessen Ehefrau Julie, geb. Worms. Er wuchs in Jelgava und in Riga auf und erhielt Privatunterricht. 1902 ging er an das Herzogliche Neue Gymnasium in Braunschweig, um dort im folgenden Jahr das Abitur abzulegen. Von 1904 bis 1909 studierte er Klassische Philologie, Geschichte und Philosophie an der Universität Göttingen. 1907 wurde er für seine Leistungen mit der Goldenen Medaille der Universität ausgezeichnet. 1908 wurde er zum Dr. phil. promoviert, 1909 legte er das Staatsexamen#Lehramt für die Fächer Griechisch, Latein und Geschichte ab.
Von 1909 bis 1919 war Stavenhagen Oberlehrer am Landesgymnasium in Goldingen in Kurland. Nach der lettischen Unabhängigkeit und den Kämpfen der Jahre 1919 und 1920 gehörte Stavenhagen 1921 zu den Mitbegründern des Herderinstituts in Riga. Von 1921 bis 1927 war er dort Dozent der Philosophie und von 1928 bis 1939 ordentlicher Professor der Philosophie. Er vertrat eine phänomenologische Philosophie, war von Max Scheler beeinflusst und – angeregt von Alexander Pfänder – interessiert an Grenzfragen von Philosophie, Psychologie und Soziologie. Nationalsozialistisch gesinnte Studenten verlangten 1935 – vergeblich – vom Rektor des Herderinstitutes, Stavenhagen aus dem Amt zu entfernen.
Neben seinen akademischen Aufgaben engagierte Stavenhagen sich kulturpolitisch; er setzte sich für eine weitgehende kulturelle Autonomie der nationalen Minderheiten in der Republik Lettland ein. Von 1920 bis 1934 war er im Nebenberuf Geschäftsführer der deutschen Fraktion in der Saeima und des Ausschusses der deutschbaltischen Parteien, sowie von 1927 bis 1935 der Deutschbaltischen Volksgemeinschaft in Lettland.
1939 wurde Stavenhagen aufgrund des Deutsch-Sowjetischen Grenz- und Freundschaftsvertrages ausgesiedelt. Von 1940 bis 1941 lehrte er als Professor der Philosophie an der Universität Königsberg. Bald stellte sich heraus, dass er in die Neuausrichtung des Philosophischen Seminares im Sinne des NS-Staates nicht passte; er galt als „Hinterwäldler der Ethik“. Ihm wurde vorgeworfen, über „Heimat“, „Nation“ und „Volk“ zu schreiben und zu sprechen, ohne die „Grundgegebenheit der Rasse“ aufzunehmen. 1941 wechselte Stavenhagen an die Reichsuniversität Posen, wo er einer der wenigen Professoren war, die nicht der NSDAP angehörten. Qua Amtes war er Mitglied im von Rudolf Hippius geleiteten Arbeitskreis „Eignungsforschung“ der Reichsstiftung für deutsche Ostforschung. Doch er machte als Hochschullehrer keine Konzessionen an die NS-Ideologie.
Von 1945 bis 1946 hatte Stavenhagen einen Lehrauftrag in Hamburg und ab 1946 in Göttingen.
Sein jüngerer Bruder, der Wirtschaftswissenschaftler Gerhard Stavenhagen, war ebenfalls Hochschullehrer.

## Schriften
- Absolute Stellungnahmen. Eine ontologische Untersuchung über das Wesen der Religion. Verlag der Philosophischen Akademie Erlangen, Erlangen 1925.
- Herder in Riga. G. Löffler, Riga 1925.
- Achtung als Solidaritätsgefühl und Grundlage von Gemeinschaften. G. Löffler, Riga 1931.
- Das Wesen der Nation. H. R. Engelmann, Berlin 1934.
- Kritische Gänge in die Volkstheorie. Plates, Riga 1936.
- Heimat als Grundlage menschlicher Existenz. Vandenhoeck & Ruprecht, Göttingen 1939.
  - Neuausgabe unter dem Titel Heimat als Lebenssinn. Vandenhoeck & Ruprecht, Göttingen 1948.
- Kant und Königsberg. Deuerlich, Göttingen 1949.
- Person und Persönlichkeit: Untersuchungen zur Anthropologie und Ethik. Aus dem Nachlass herausgegeben von Harald Delius. Vandenhoeck & Ruprecht, Göttingen 1957.